# بلدة غرينبوش (مقاطعة ألكونا)
غرينبوش، مقاطعة ألكونا (بالإنجليزية: Greenbush Township, Alcona County, Michigan)‏ هي بلدة تقع بولاية ميشيغان في الولايات المتحدة. تبلغ مساحتها 67.7 (كم²)، وترتفع عن سطح البحر 194 م، بلغ عدد سكانها 1409 نسمة في عام تعداد الولايات المتحدة 2010 حسب إحصاء مكتب تعداد الولايات المتحدة وتصل الكثافة السكانية فيها 21.8 نسمة/كم2.

## وصلات خارجية
- twp.greenbush.mi.us
- The US50 - Cities and Towns in Michigan State
- Michigan Cities and Towns, Facts, Map, Flag, Colleges, Government, and More